# Temporada 1980-81 de los Washington Bullets
La temporada 1980-81 fue la octava de los Bullets dentro del área de Washington D. C. y la vigésima en sus diferentes localizaciones. La temporada regular acabó con 39 victorias y 43 derrotas, ocupando el séptimo puesto de la Conferencia Este, no logrando clasificarse para los playoffs.

## Elecciones en elDraft
| Ronda | Puesto | Jugador      | Posición  | Nacionalidad   | Universidad |
| ----- | ------ | ------------ | --------- | -------------- | ----------- |
| 1     | 14     | Wes Matthews | Base      | Estados Unidos | Wisconsin   |
| 2     | 35     | Rick Mahorn  | Ala-Pívot | Estados Unidos | Hampton     |

## Temporada regular
| División Atlántico   | División Atlántico | División Atlántico | División Atlántico | División Atlántico | División Atlántico | División Atlántico | División Atlántico | División Atlántico |
| Equipo               | G                  | P                  | %                  | PD                 | Casa               | Fuera              | Div                |                    |
| -------------------- | ------------------ | ------------------ | ------------------ | ------------------ | ------------------ | ------------------ | ------------------ | ------------------ |
| y-Boston Celtics     | 62                 | 20                 | .756               | –                  | 35–6               | 27–14              | 19–5               |                    |
| x-Philadelphia 76ers | 62                 | 20                 | .756               | –                  | 37–4               | 25–16              | 15–9               |                    |
| x-New York Knicks    | 50                 | 32                 | .610               | 12.0               | 28–13              | 22–19              | 14–10              |                    |
| Washington Bullets   | 39                 | 43                 | .476               | 23.0               | 26–15              | 13–28              | 8–16               |                    |
| New Jersey Nets      | 24                 | 58                 | .293               | 38.0               | 16–25              | 8–33               | 8–16               |                    |

## Estadísticas
| Rk | Jugador         | Edad | P  | PT | MP   | TC  | TCI  | %TC  | T3  | T3I | %T3  | TL  | TLI | %TL  | RO  | RD  | RT   | AS  | RB  | TAP | BP  | FP  | PTS  |
| -- | --------------- | ---- | -- | -- | ---- | --- | ---- | ---- | --- | --- | ---- | --- | --- | ---- | --- | --- | ---- | --- | --- | --- | --- | --- | ---- |
| 1  | Elvin Hayes     | 35   | 81 |    | 36.2 | 7.2 | 16.0 | .451 | 0.0 | 0.1 | .000 | 3.3 | 5.4 | .617 | 2.9 | 6.8 | 9.7  | 1.2 | 0.8 | 2.1 | 2.3 | 3.7 | 17.8 |
| 2  | Kevin Grevey    | 27   | 75 |    | 34.9 | 6.7 | 14.7 | .453 | 0.6 | 1.8 | .331 | 3.3 | 3.9 | .841 | 0.9 | 2.0 | 2.9  | 4.0 | 0.9 | 0.2 | 1.9 | 2.1 | 17.2 |
| 3  | Wes Unseld      | 34   | 63 |    | 32.3 | 3.6 | 6.8  | .524 | 0.0 | 0.1 | .500 | 0.9 | 1.4 | .640 | 3.3 | 7.4 | 10.7 | 2.7 | 0.8 | 0.6 | 1.5 | 2.7 | 8.0  |
| 4  | Greg Ballard    | 26   | 82 |    | 31.8 | 6.7 | 14.5 | .463 | 0.1 | 0.4 | .219 | 2.0 | 2.4 | .847 | 2.0 | 5.0 | 7.1  | 2.4 | 1.4 | 0.5 | 1.4 | 2.4 | 15.5 |
| 5  | Kevin Porter    | 30   | 81 |    | 31.8 | 5.5 | 10.6 | .519 | 0.0 | 0.1 | .250 | 2.4 | 3.0 | .773 | 0.4 | 1.1 | 1.5  | 9.1 | 1.4 | 0.1 | 3.1 | 3.2 | 13.4 |
| 6  | Wes Matthews    | 21   | 45 |    | 25.8 | 5.0 | 10.0 | .499 | 0.1 | 0.3 | .333 | 2.2 | 2.9 | .767 | 0.7 | 0.8 | 1.5  | 4.4 | 1.0 | 0.2 | 3.3 | 2.7 | 12.3 |
| 7  | Bob Dandridge   | 33   | 23 |    | 23.7 | 4.4 | 10.3 | .426 | 0.0 | 0.0 | .000 | 1.2 | 1.7 | .718 | 0.8 | 2.8 | 3.6  | 2.6 | 0.7 | 0.4 | 1.4 | 2.3 | 10.0 |
| 8  | Mitch Kupchak   | 26   | 82 |    | 23.6 | 4.8 | 9.1  | .525 | 0.0 | 0.0 | .000 | 2.9 | 4.1 | .706 | 2.4 | 4.5 | 6.9  | 0.8 | 0.4 | 0.3 | 2.0 | 2.4 | 12.5 |
| 9  | Don Collins     | 22   | 34 |    | 19.4 | 3.8 | 8.3  | .463 | 0.0 | 0.1 | .000 | 2.2 | 3.2 | .673 | 1.0 | 1.4 | 2.4  | 2.2 | 1.0 | 0.4 | 2.0 | 2.7 | 9.8  |
| 10 | Carlos Terry    | 24   | 26 |    | 19.4 | 3.1 | 6.2  | .500 | 0.0 | 0.2 | .000 | 1.1 | 1.6 | .667 | 1.7 | 2.8 | 4.5  | 2.7 | 1.0 | 0.5 | 2.2 | 2.6 | 7.2  |
| 11 | Austin Carr     | 32   | 39 |    | 14.9 | 2.1 | 5.3  | .388 | 0.0 | 0.2 | .000 | 0.8 | 1.3 | .640 | 0.5 | 0.9 | 1.3  | 1.3 | 0.4 | 0.1 | 0.8 | 1.1 | 4.9  |
| 12 | Anthony Roberts | 25   | 26 |    | 13.5 | 2.1 | 5.5  | .375 | 0.0 | 0.0 |      | 0.7 | 1.1 | .655 | 0.7 | 1.9 | 2.6  | 0.8 | 0.4 | 0.0 | 1.1 | 2.0 | 4.9  |
| 13 | Rick Mahorn     | 22   | 52 |    | 13.4 | 2.1 | 4.2  | .507 | 0.0 | 0.0 |      | 0.5 | 0.8 | .675 | 1.3 | 2.8 | 4.1  | 0.5 | 0.4 | 0.8 | 0.7 | 2.6 | 4.8  |
| 14 | John Williamson | 29   | 9  |    | 12.4 | 2.0 | 6.2  | .321 | 0.1 | 0.7 | .167 | 0.6 | 0.7 | .833 | 0.0 | 0.8 | 0.8  | 1.9 | 0.4 | 0.1 | 1.3 | 1.4 | 4.7  |
| 15 | Andre McCarter  | 27   | 43 |    | 10.4 | 1.2 | 3.1  | .378 | 0.0 | 0.2 | .250 | 0.4 | 0.6 | .750 | 0.4 | 0.5 | 0.9  | 1.7 | 0.3 | 0.0 | 0.6 | 0.8 | 2.8  |
| 16 | Keith McCord    | 23   | 2  |    | 4.5  | 1.0 | 2.0  | .500 | 0.0 | 0.0 |      | 0.0 | 0.0 |      | 0.5 | 0.5 | 1.0  | 0.5 | 0.0 | 0.0 | 1.0 | 0.0 | 2.0  |
| 17 | Dave Britton    | 22   | 2  |    | 4.5  | 1.0 | 1.5  | .667 | 0.0 | 0.0 |      | 0.0 | 0.0 |      | 0.0 | 1.0 | 1.0  | 1.5 | 0.5 | 0.0 | 1.0 | 1.0 | 2.0  |
| 18 | Lewis Brown     | 25   | 2  |    | 2.5  | 0.0 | 1.5  | .000 | 0.0 | 0.0 |      | 1.0 | 2.5 | .400 | 0.5 | 0.5 | 1.0  | 0.0 | 0.0 | 0.0 | 0.5 | 1.0 | 1.0  |